# Horní Kamenice (Vraný)
Horní Kamenice (Duits: Oberkamnitz of Oberkamnitz bei Wranney) is een Tsjechische plaats in de gemeente Vraný in de regio Midden-Bohemen en maakt deel uit van het district Kladno. Het dorp ligt op ongeveer 3 km afstand van Vraný.
Horní Kamenice telt 50 inwoners (2021).

## Geschiedenis
De eerste schriftelijke vermelding van het dorp dateert van 1266.
In 1980 werd Horní Kamenice geannexeerd door Vraný.

## Verkeer en vervoer

### Autowegen
Weg II/239 loopt door het dorp en verbindt Horní Kamenice met Vraný, Černčice, Peruc en Černuc.

### Spoorlijnen
Er is geen station in Horní Kamenice. Het dichtstbijzijnde station is Vrbičany, in de gelijknamige aangrenzende gemeente. Dat station ligt aan spoorlijn 110 Kralupy nad Vltavou - Slaný - Louny.

### Buslijnen
Er is één bushalte in Horní Kamenice:
| Halte                    | Lijnen  | Trajecten                             | Vervoerder |
| ------------------------ | ------- | ------------------------------------- | ---------- |
| Vraný, Horní Kamenice, I | 590 595 | Vraný - Nové Strašecí Peruc - Velvary | ČSAD Slaný |

## Galerij

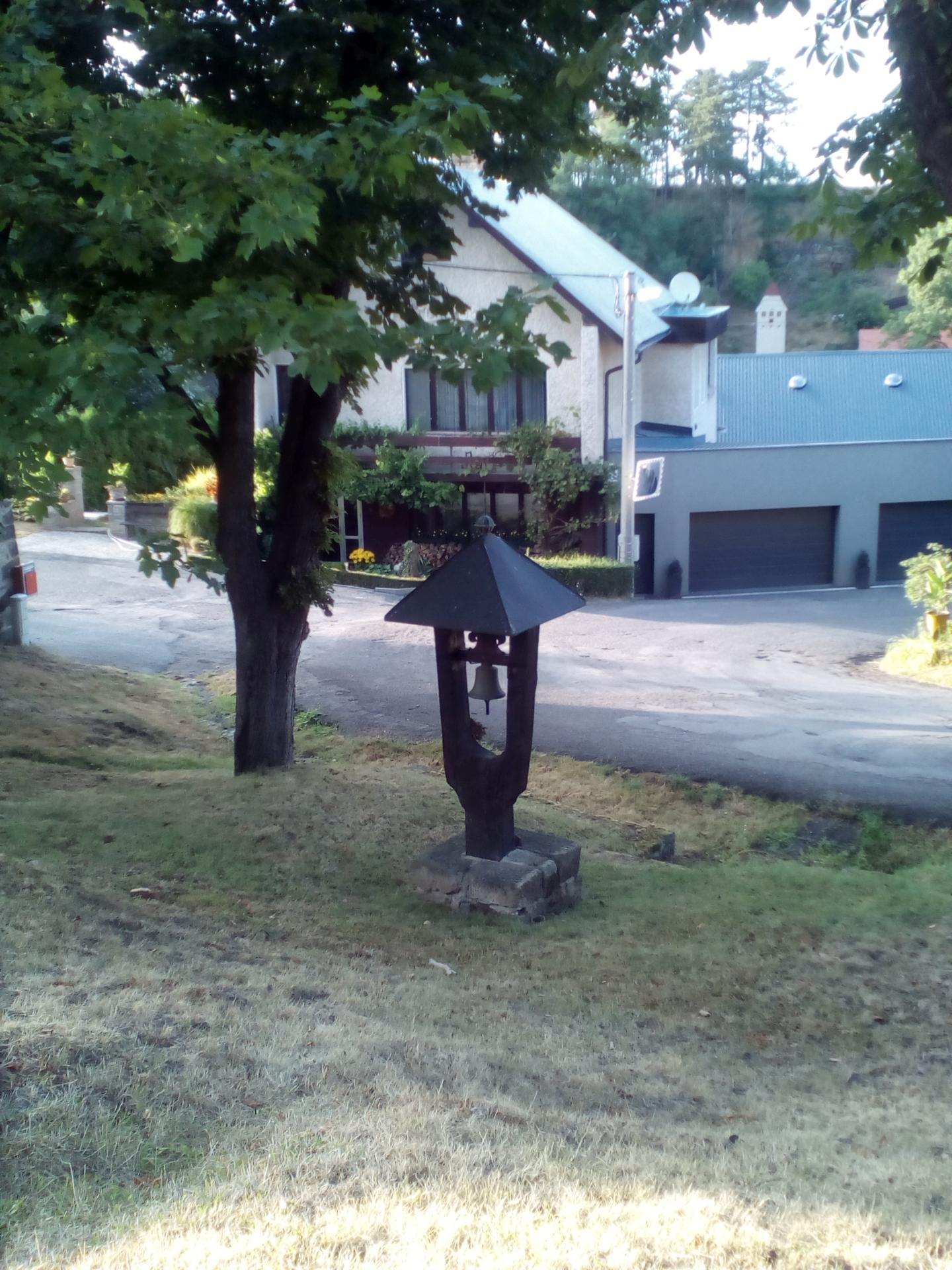
Dorpsklok
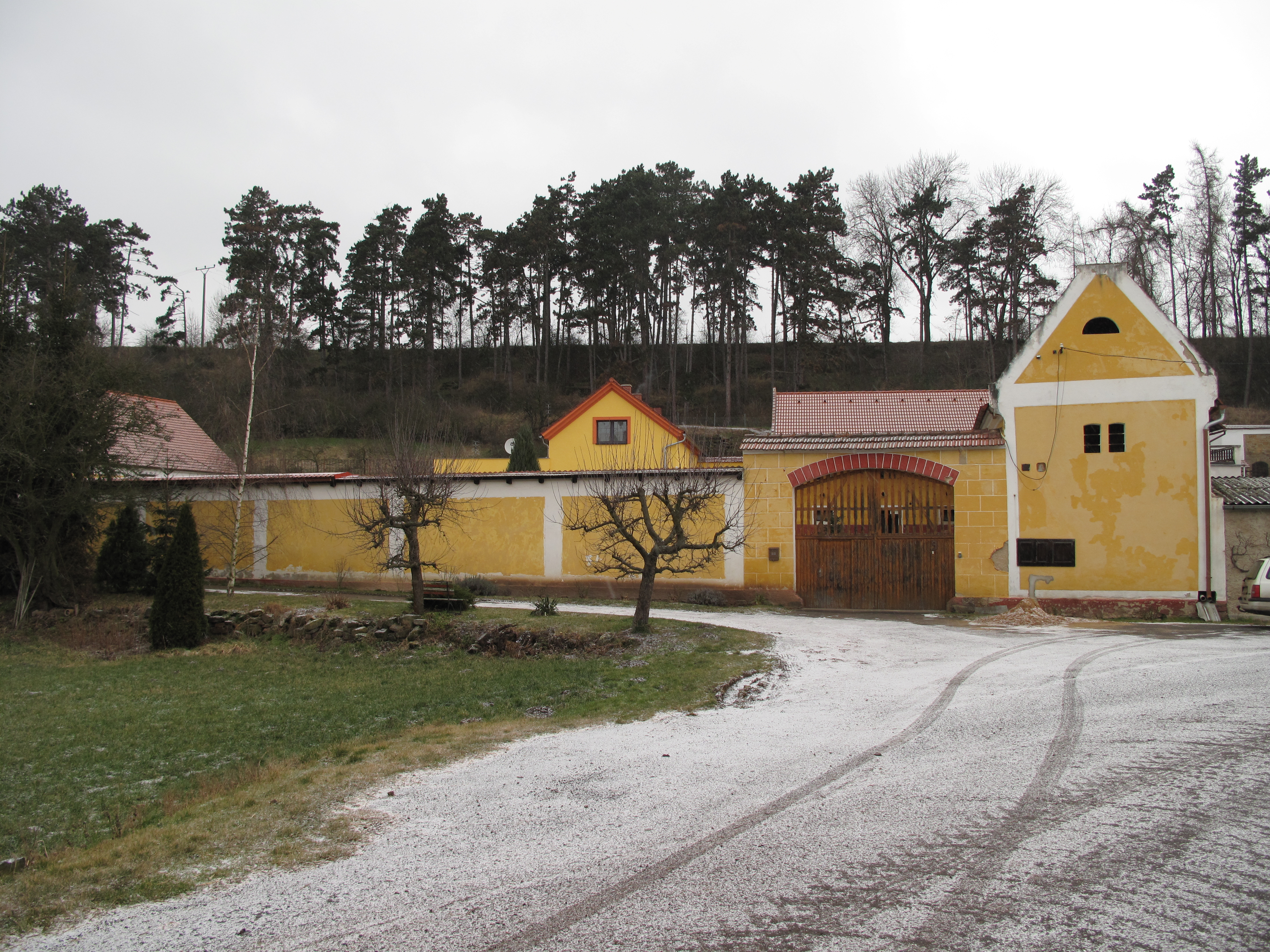
Boerderij in het dorp
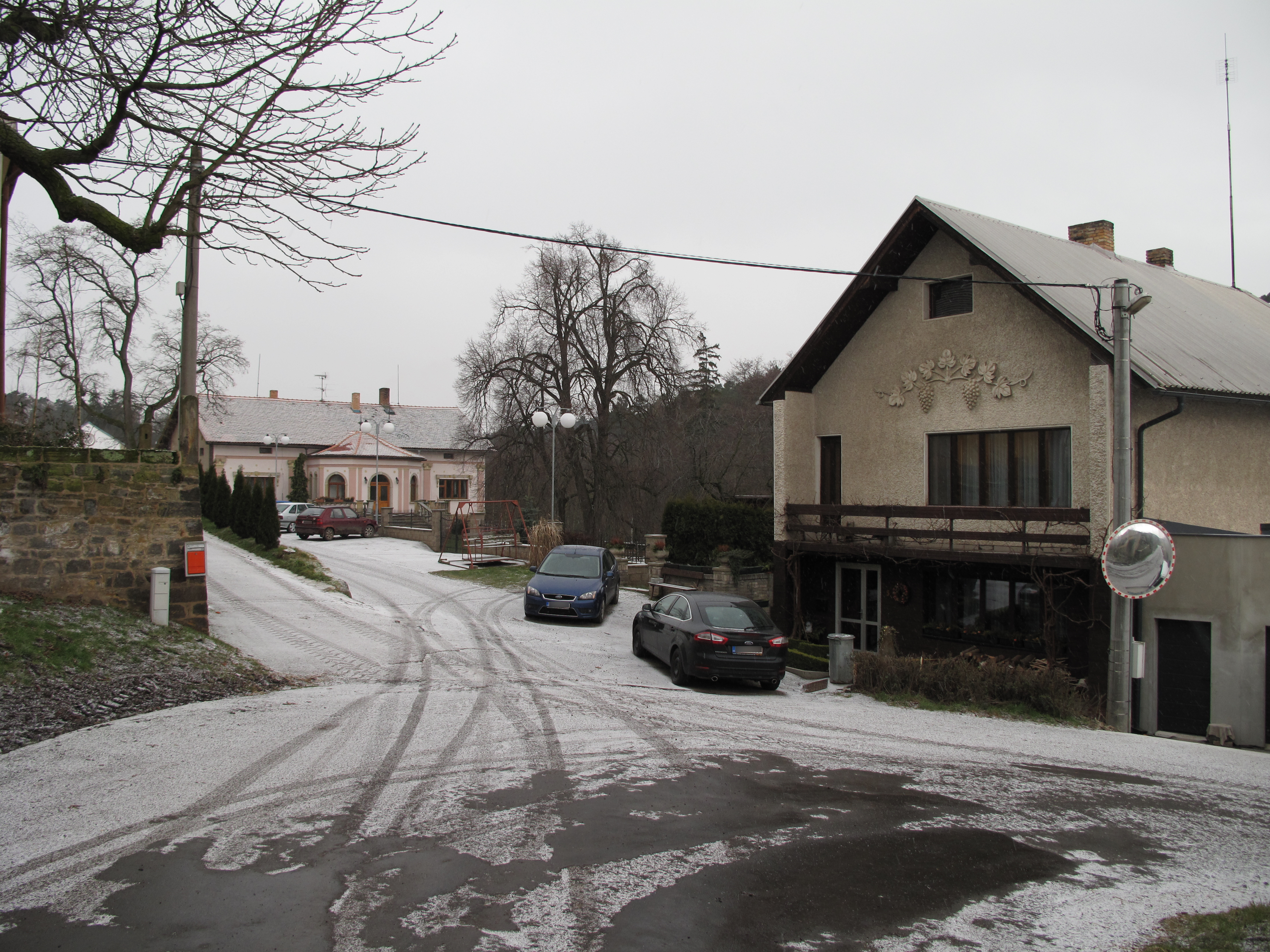
Huis in het dorp